# 東大阪市立義務教育学校くすは縄手南校
東大阪市立義務教育学校くすは縄手南校（ひがしおおさかしりつ ぎむきょういくがっこうくすはなわてみなみ）は、大阪府東大阪市にある義務教育学校である。

## 概要
前期課程は旧縄手南小学校（六万寺校舎）の、後期課程は旧縄手南中学校の校舎（横小路校舎）を使用する施設分離型である。

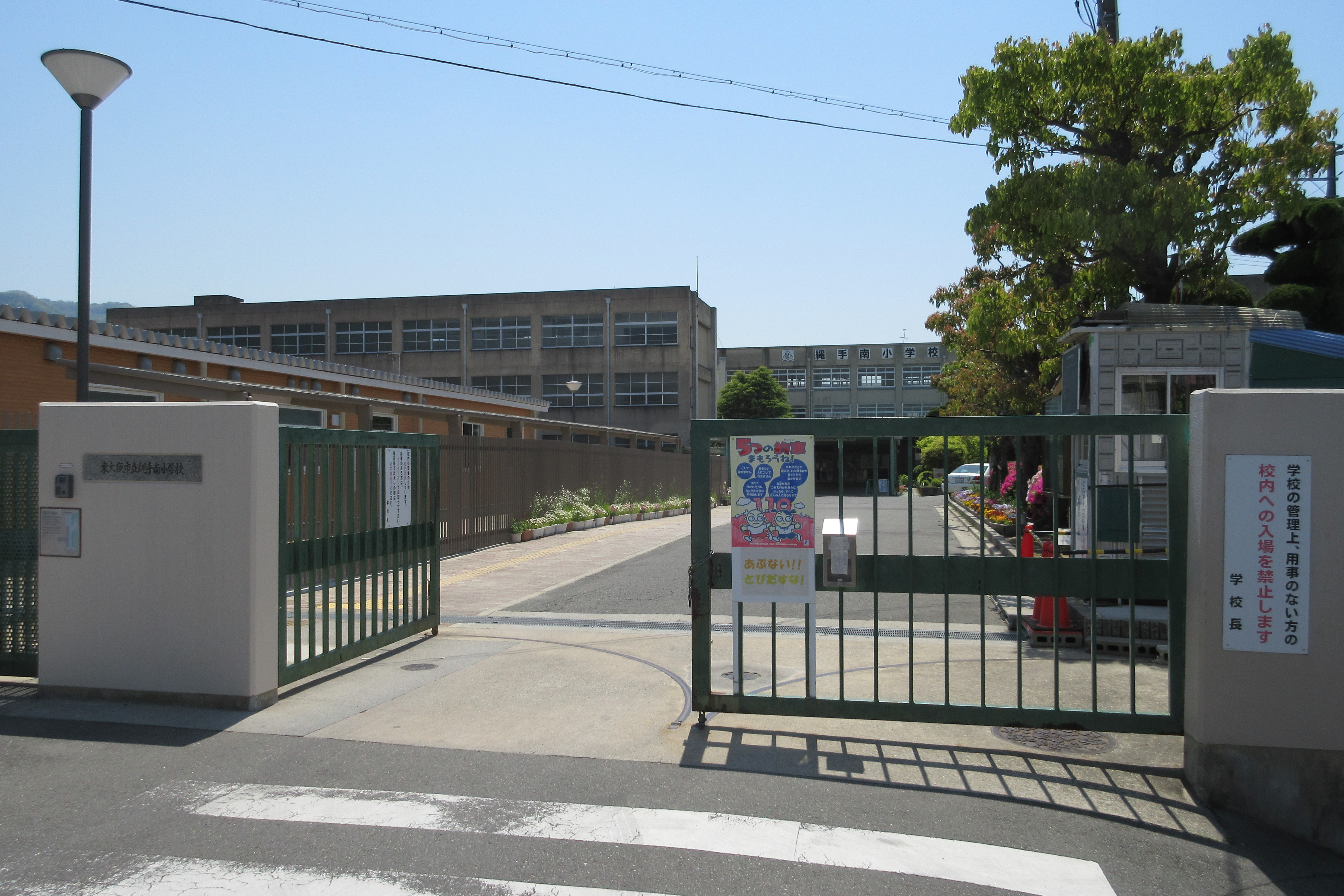
六万寺校舎

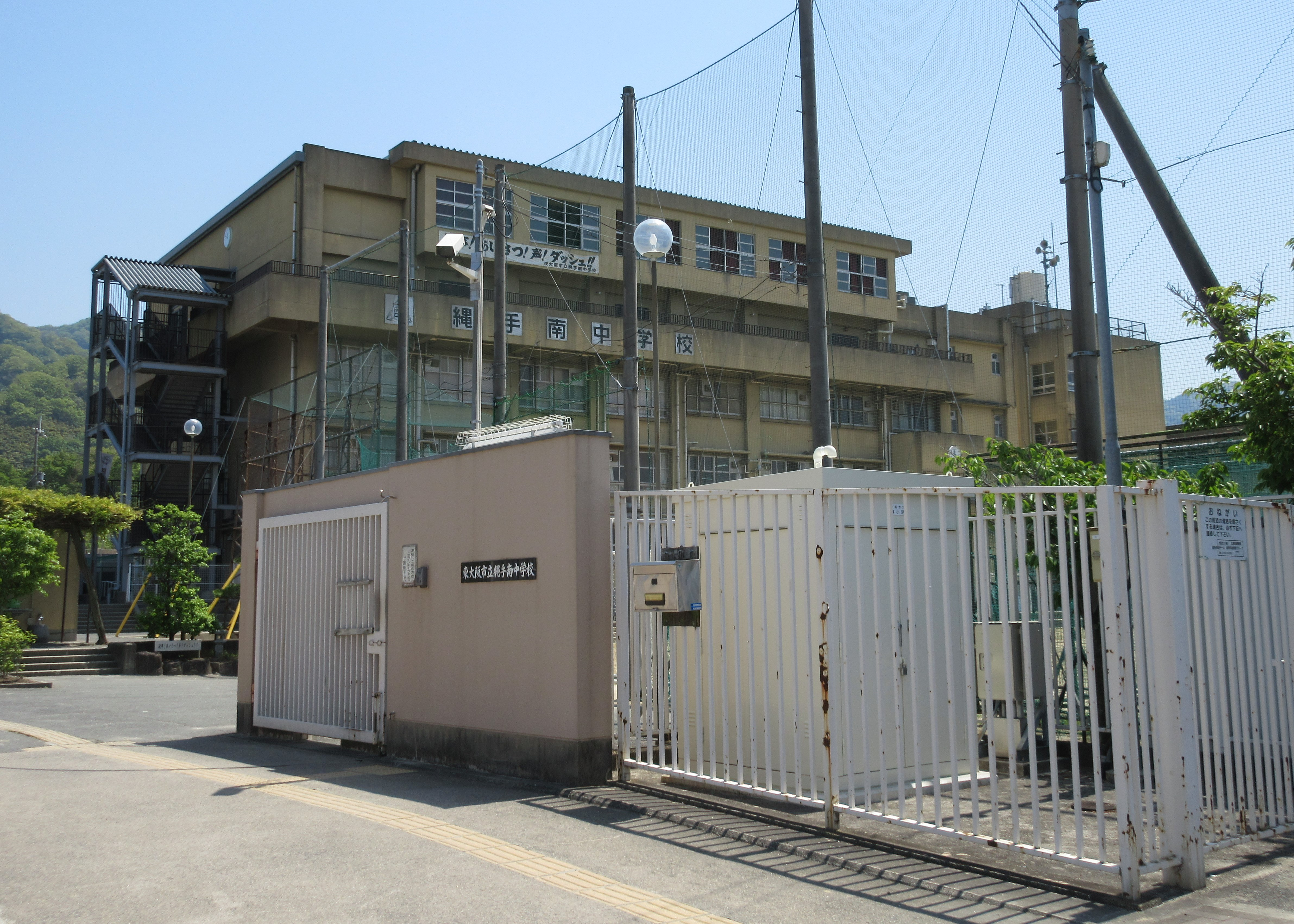
横小路校舎

## 沿革
- 2019年4月1日 - 東大阪市立縄手南小学校・東大阪市立縄手南中学校と統合により設立

## 教育理念
- 二十歳の成人式に当たり前の行動を当たり前に実行できる人の育成

## 通学区域
- 東大阪市
  - 上四条町24番17~24号、上六万寺町1~12番、13番1~9号、17~29号、33~72号、 14番5~21号、下六万寺町一丁目1~9番、下六万寺町二丁目、下六万寺町三丁目1~ 7番、横小路町一~五丁目、六万寺町一~三丁目、上六万寺町13番10号の一部[4]

## アクセス

### 六万寺校舎
- 近畿日本鉄道奈良線瓢箪山駅 南へ約1.5km

### 横小路校舎
- 近畿日本鉄道奈良線瓢箪山駅 南へ約2.3km
- 近鉄バス横小路南口バス停

## 教員勤務時間
8時30分から17時00分。

## 所在地
- 579-8061 大阪府東大阪市六万寺町2-3-17（六万寺校舎）
- 579-8063 大阪府東大阪市横小路町三丁目12番5号（横小路校舎）